# 테크모 월드컵 '98
〈테크모 월드컵 '98〉은 테크모(이후 코에이 테크모)에서 제작, 1998년에 출시한 아케이드용 축구 비디오 게임으로, 테크모 사커 시리즈의 5번째 작품이다. 프랑스에서 개최된 1998년 FIFA 월드컵을 배경으로 한다.